# Austrália (continente)

Projeção ortográfica da Austrália

Austrália (também chamada Austrália-Nova Guiné, Sahul, Meganésia, Grande Austrália, Australásia, ou Australinea) é um continente que compreende a parte principal de terra da Austrália, Nova Guiné, Tasmânia e algumas ilhas menores, todas na mesma plataforma continental. Estes territórios estão separados por vários mares e estreitos: Mar de Arafura, Estreito de Torres e Estreito de Bass.
Quando o nível do mar era mais baixo, durante a era glacial do Pleistoceno, há cerca de 18 mil anos, todas eram uma mesma massa continental.
A Nova Zelândia não está na mesma plataforma continental e assim não faz parte do continente australiano, mas é parte do continente submerso da Zelândia e da região vasta conhecida como Oceania.
A porção continental da Austrália (Mainland Australia), com seus 7 686 850 km², tem uma área três vezes maior que a Gronelândia. Por sua grande dimensão, ela é considerada a porção continental da Oceania. No entanto, é classificada pelo Departamento de Negócios Estrangeiros e Comércio do Governo Australiano como a maior ilha e o menor continente do mundo.

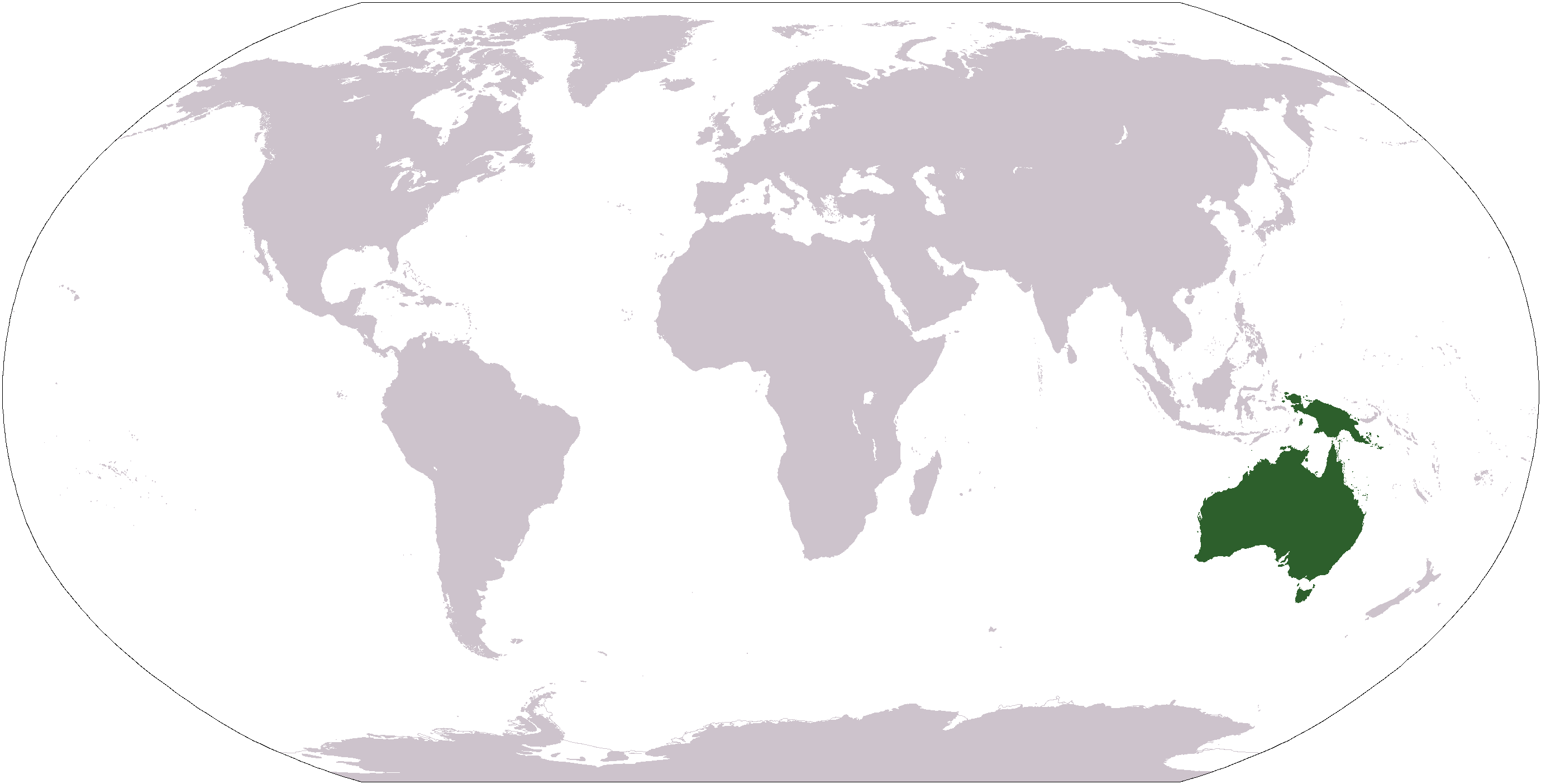
Localização da Austrália-Nova Guiné no mapa-múndi.